# Cantone di Noirétable
Il Cantone di Noirétable era una divisione amministrativa dell'arrondissement di Montbrison.
È stato soppresso a seguito della riforma complessiva dei cantoni del 2014, che è entrata in vigore con le elezioni dipartimentali del 2015.
Comprendeva i comuni di:
- Cervières
- La Chamba
- La Chambonie
- La Côte-en-Couzan
- Noirétable
- Saint-Didier-sur-Rochefort
- Saint-Jean-la-Vêtre
- Saint-Julien-la-Vêtre
- Saint-Priest-la-Vêtre
- Saint-Thurin
- Les Salles
- La Valla-sur-Rochefort